# تتیانا ترشچوک-آنتیپووا
تتیانا ترشچوک-آنتیپووا (اوکراینی: Тетяна Терещук-Антипова؛ زادهٔ october ۱۱, ۱۹۶۹ (۵۵ سال)) ورزشکار دو و میدانی اهل اوکراین است.
وی در مسابقات کشوری و بین‌المللی در مجموع برندهٔ ۱ مدال نقره، ۲ مدال برنز شده‌است.